# Goldfinger (album)
Goldfinger è l'omonimo album di debutto del gruppo ska punk/pop punk statunitense Goldfinger, pubblicato il 27 febbraio 1996.
L'album è stato certificato disco d'oro negli Stati Uniti nel 1998 e in Canada nel 2002.
Il disco ha visto la partecipazione di alcuni componenti di altri gruppi ska punk statunitensi, come Dan Regan e Scott Klopfenstein dei Reel Big Fish e Efren Santana degli Hepcat. Inoltre Paul Hampton degli Skeletones ha partecipato alla registrazione di alcune tracce come tastierista ed è apparso nel video di Here in Your Bedroom.
Ha ricevuto recensioni generalmente positive, ed è tuttora considerato uno dei migliori album della third wave of ska.

## Tracce
1. Mind's Eye – 2:09
2. Stay – 2:21
3. Here in Your Bedroom – 3:10
4. Only a Day – 2:15
5. King for a Day – 3:43
6. Anxiety – 2:21
7. Answers – 2:40
8. Anything – 2:45
9. Mable – 2:19
10. The City with Two Faces – 1:46
11. My Girlfriend's Shower Sucks – 1:07
12. Miles Away – 1:54
13. Nothing to Prove – 2:31
14. Pictures – 2:20
15. Phonecall – 2:31
16. Fuck You and Your Cat – 1:19
17. Ode to Dau – 2:00

## Formazione[3]
- John Feldmann – voce, chitarra, ingegneria del suono
- Charlie Paulson – chitarra, campane, voce di accompagnamento
- Simon Williams – basso, voce di accompagnamento, copertina
- Dangerous Darrin Pfeiffer – batteria, voce di accompagnamento
- Bruce Fowler - trombone
- Paul Hampton - pianoforte, Organo Hammond
- Scott Klopfenstein - corno
- Dan Regan - corno
- Efren Santana - corno
- Roy - voce di accompagnamento

### Crediti[3]
- Slamm Andrews - ingegneria del suono
- Alan Forbes - artwork
- Stephen Marcussen - mastering
- Jay Rifkin - ingegneria del suono, produzione
- Geoff Zanelli - assistente ingegnere del suono

## Classifiche[4]
| Classifica          | Posizione |
| ------------------- | --------- |
| USA Billboard 200   | 110       |
| USA Top Heatseekers | 1         |

## Singoli[5]
| Singolo              | Classifica         | Posizione |
| -------------------- | ------------------ | --------- |
| Here in Your Bedroom | Modern Rock Tracks | 5         |